# Detlev Lauscher
Detlev Lauscher (Übach-Palenberg, 30 september 1952 – Bazel (Zwitserland), 15 januari 2010) was een Duits voetballer.
In 1971 verhuisde  de jonge aanvaller  van zijn thuisploeg  VfR Übach-Palenberg naar 1. FC Köln. Hij speelde er gedurende 5 jaar 107 wedstrijden en scoorde 13 goals. In 1976 trok hij naar Zwitserland, waar hij een succesvolle doelpuntenmaker werd. In 1985 eindigde hij bij Grasshoppers uit Zürich zijn voetbalcarrière.

## Erelijst
- 1973: Duits vice-kampioen
- 1973: Bekerfinalist
- 1977: Zwitsers kampioen
- 1980: Zwitsers kampioen